# みどり台駅

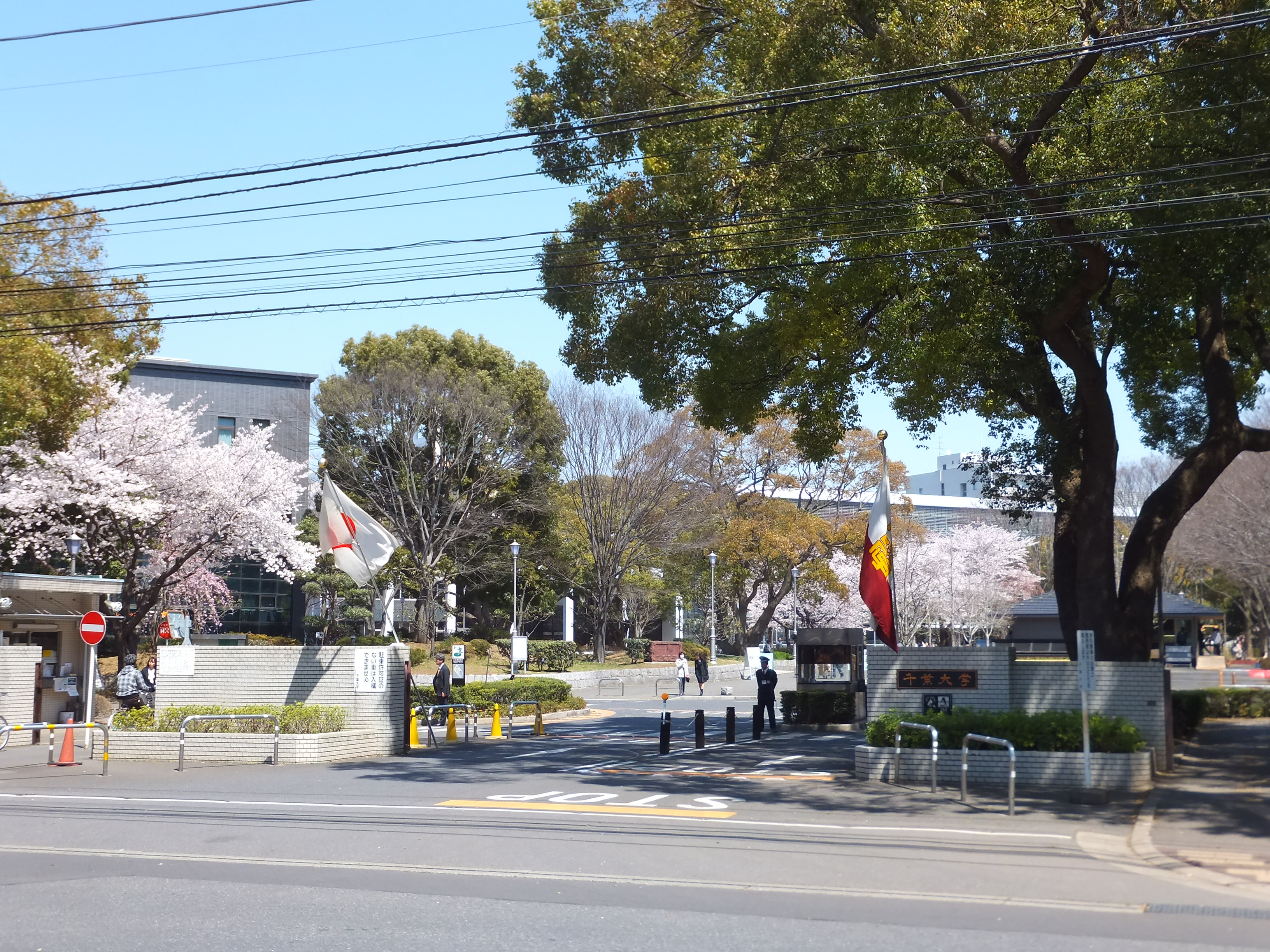
千葉大学 西千葉キャンパス正門

みどり台駅（みどりだいえき）は、千葉県千葉市稲毛区緑町にある、京成電鉄千葉線の駅である。駅番号はKS56。

## 歴史
- 1923年（大正12年）2月22日 - 浜海岸駅として開業。
- 1942年（昭和17年）4月1日 - 東京帝国大学第二工学部が開設されたため、帝大工学部前駅に改称。
- 1948年（昭和23年）4月1日 - 工学部前駅に改称[1]。
- 1951年（昭和26年）5月1日 - 黒砂駅に改称[2]。
- 1971年（昭和46年）10月1日 - みどり台駅に改称。

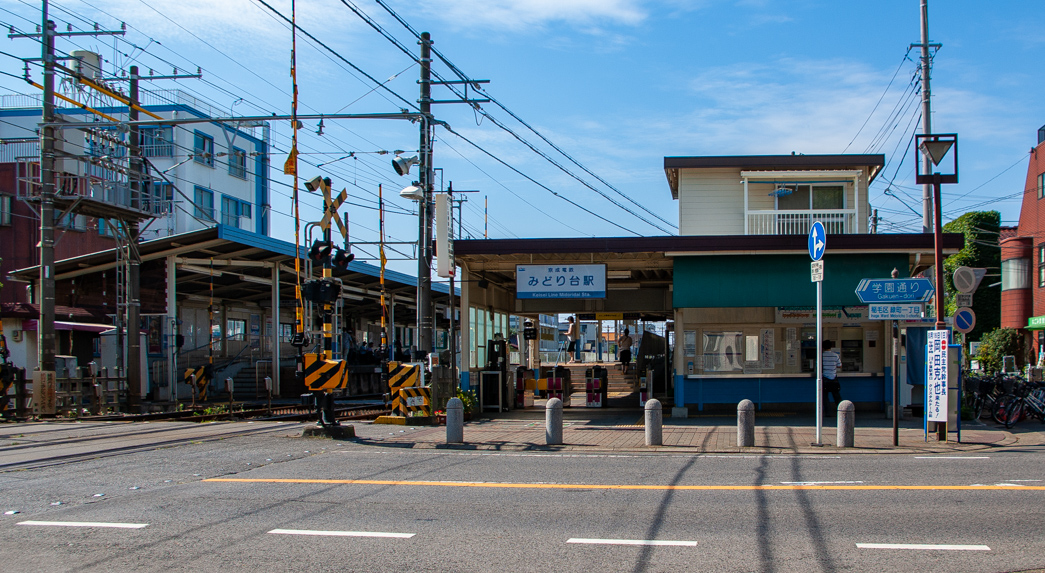
駅名看板変更前の駅舎（2009年8月）

## 駅構造
相対式ホーム2面2線を有する地上駅。各ホーム間は構内踏切により連絡している。

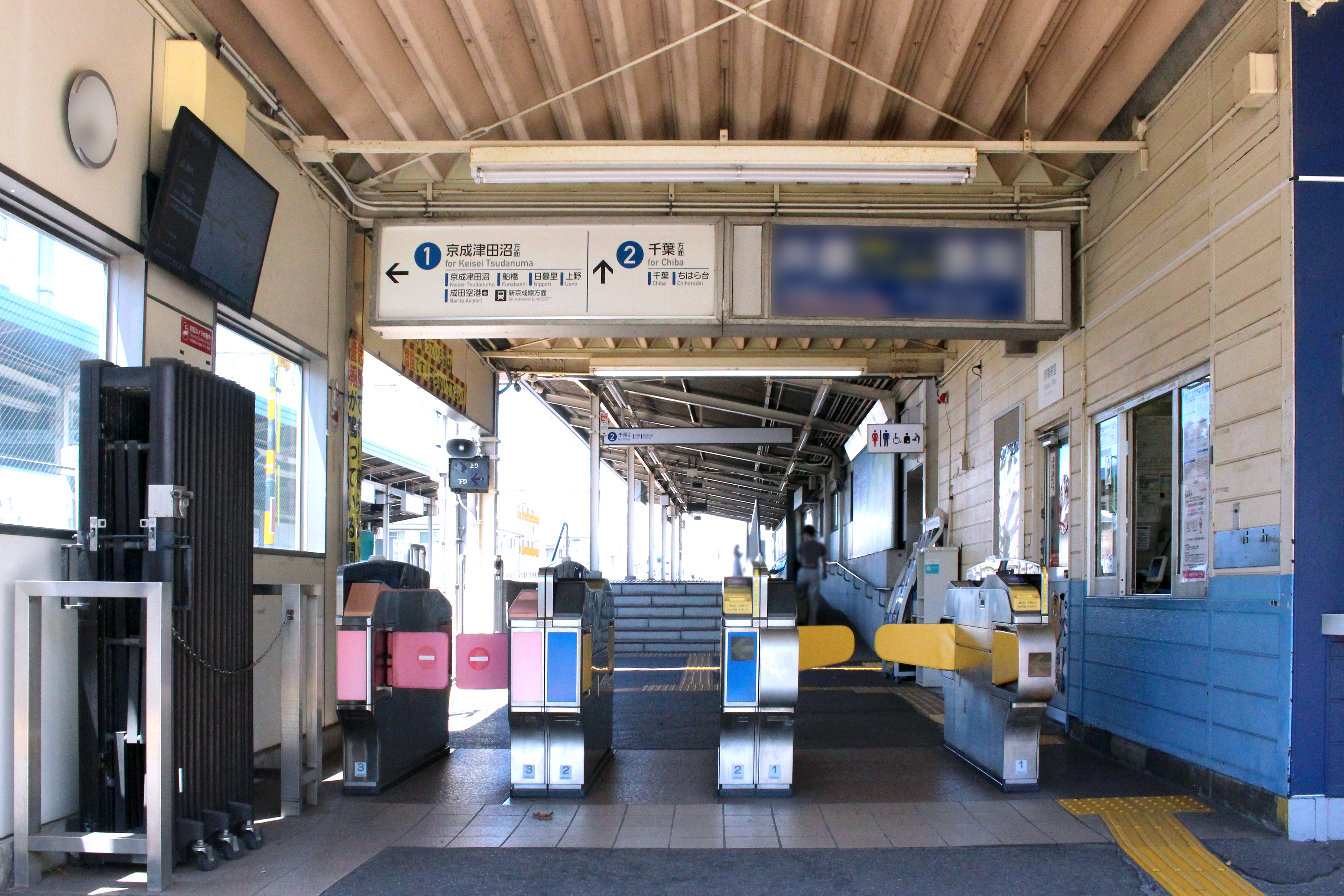
改札口（2024年8月）

### のりば
駅ホームの案内標には、京成千葉線との直通運転の設定がない「成田空港」も行先として表記されている。成田空港方面（京成本線）には京成津田沼駅にて乗換が必要となる。
| 番線 | 路線   | 方向 | 行先                                                           |
| ---- | ------ | ---- | -------------------------------------------------------------- |
| 1    | 千葉線 | 上り | 京成津田沼・京成船橋・日暮里・京成上野・ 成田空港・ 松戸線方面 |
| 2    | 千葉線 | 下り | 京成千葉・ちはら台方面                                         |

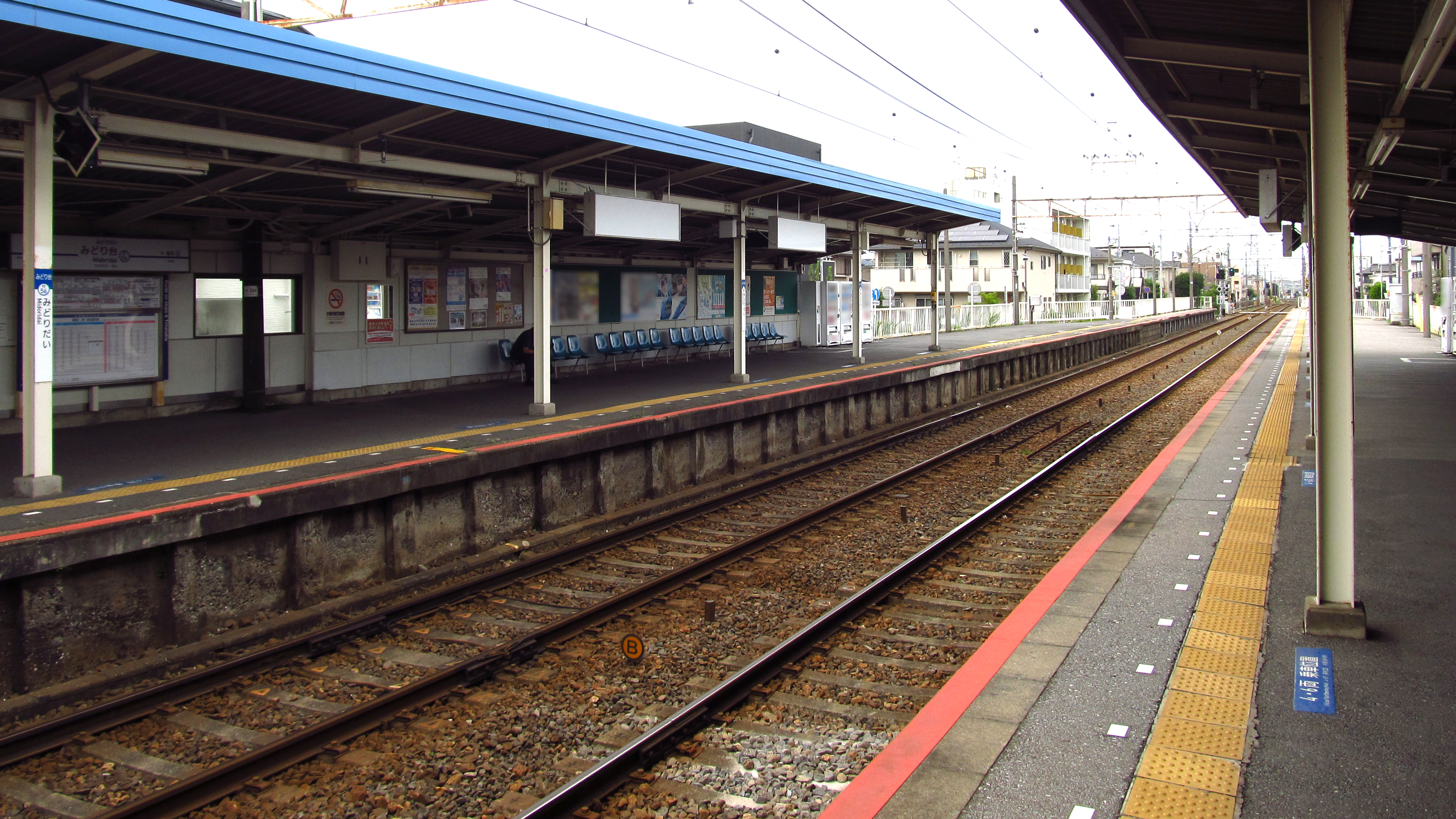
改札側より駅ホーム（2020年7月）
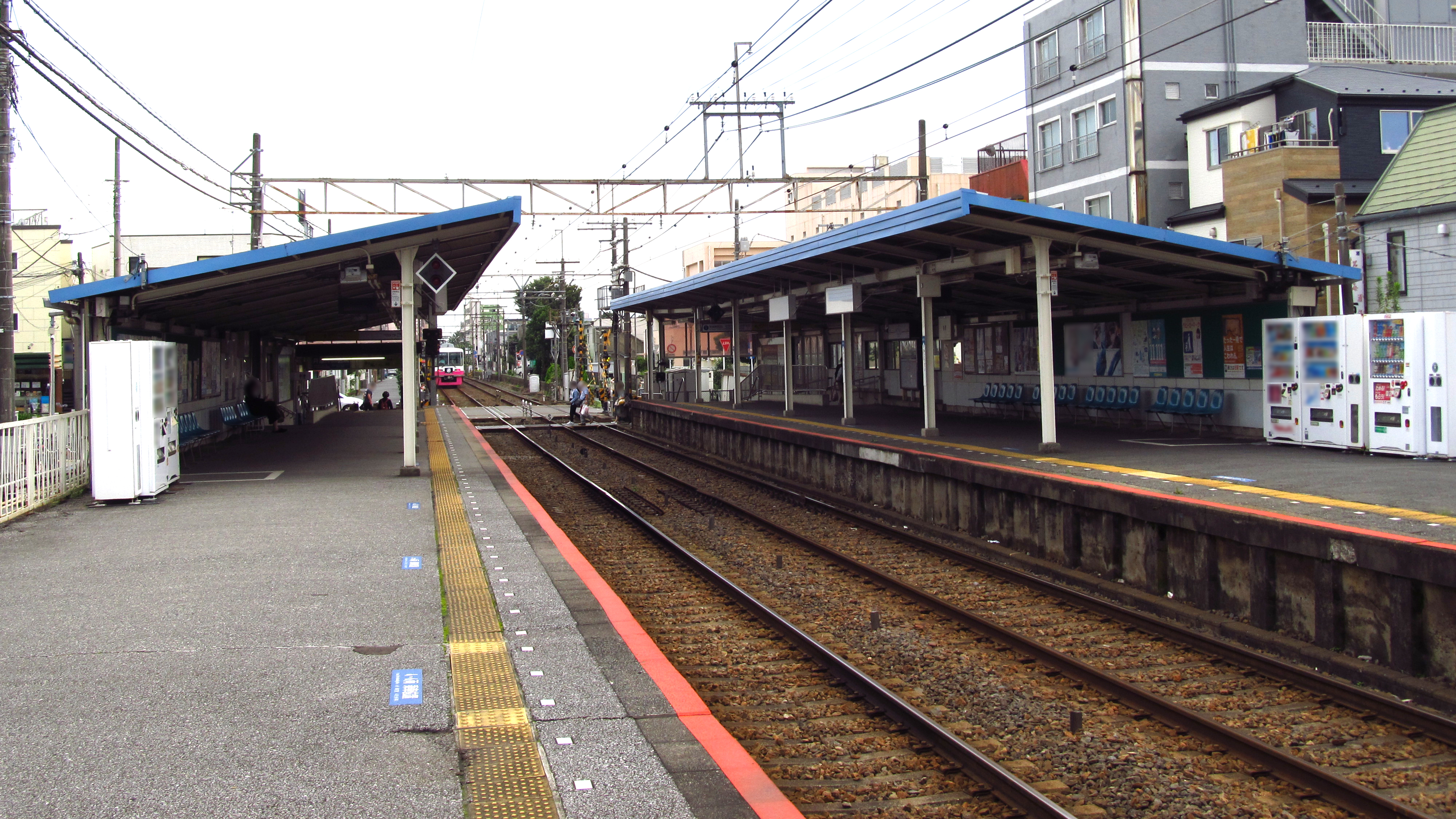
改札反対側より駅ホーム（2020年7月）
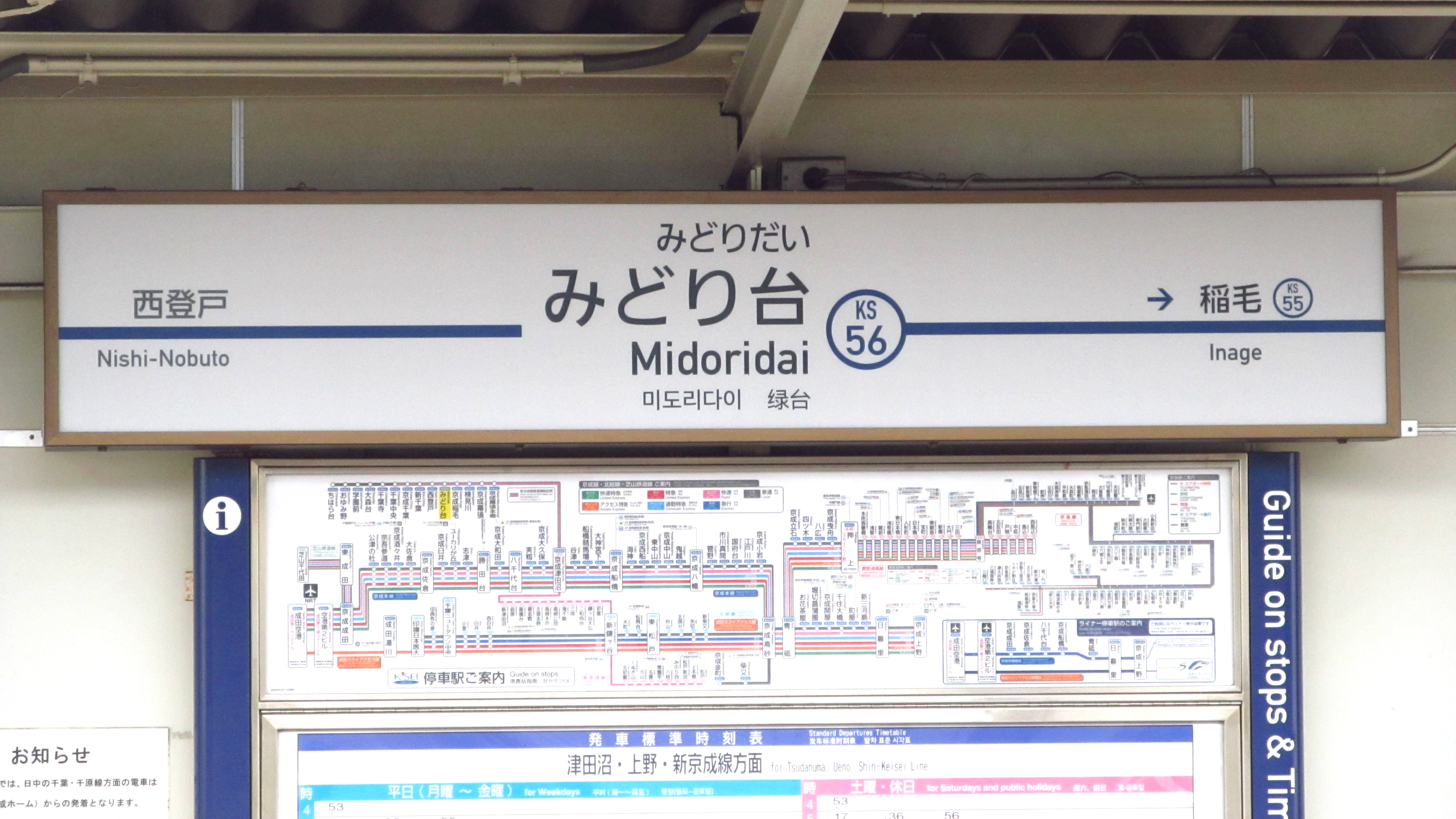
1番線駅名標（2020年7月）
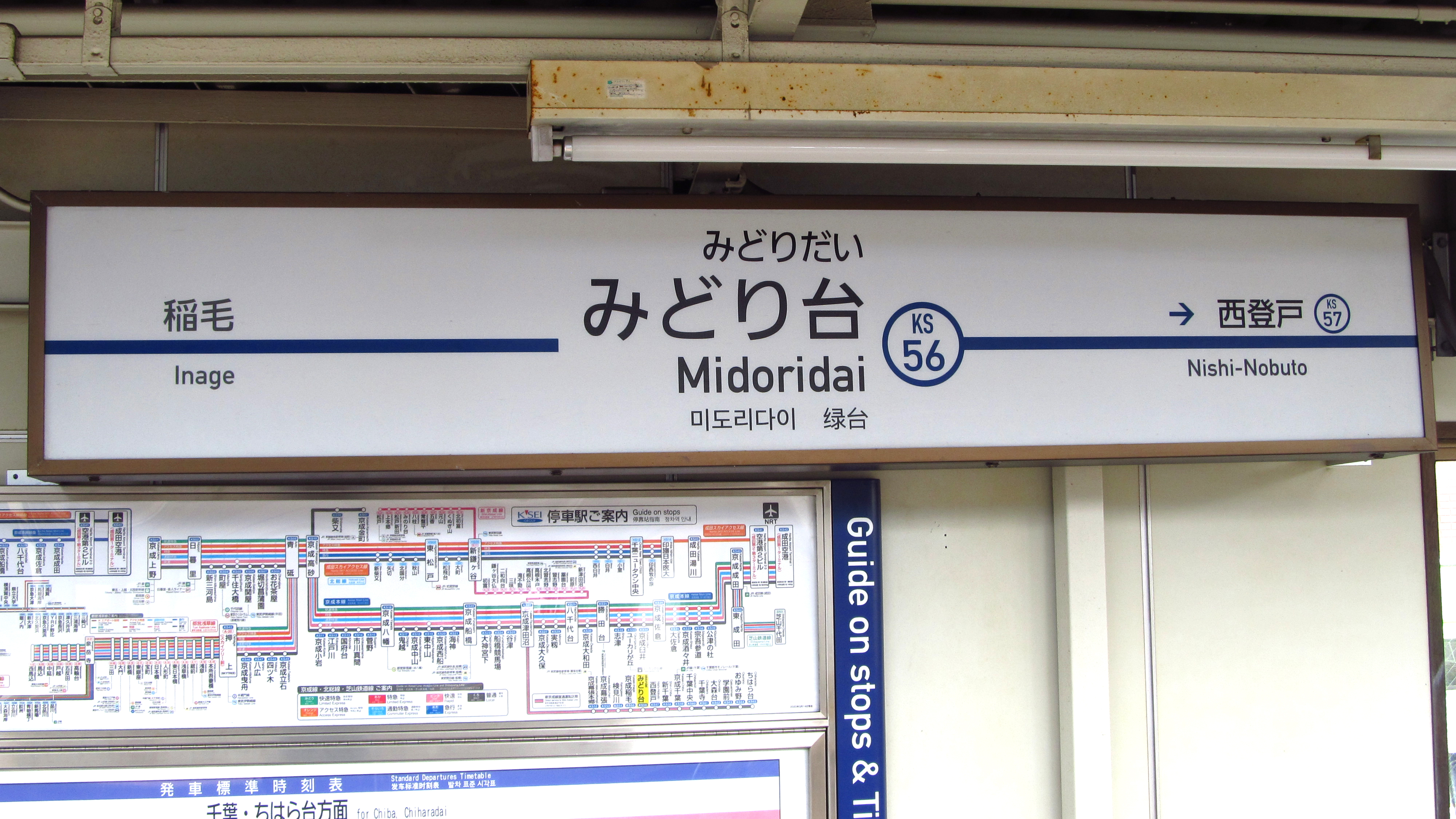
2番線駅名標（2020年7月）

## 利用状況
2024年度の一日平均乗降人員は8,071人である。
近年の一日平均乗降・乗車人員推移は下表の通り。
| 年度               | 一日平均 乗降人員 | 一日平均 乗車人員 |
| ------------------ | ----------------- | ----------------- |
| 2003年（平成15年） | 6,368             | 3,233             |
| 2004年（平成16年） | 6,503             | 3,242             |
| 2005年（平成17年） | 6,384             | 3,185             |
| 2006年（平成18年） | 6,353             | 3,165             |
| 2007年（平成19年） | 6,527             | 3,254             |
| 2008年（平成20年） | 6,637             | 3,313             |
| 2009年（平成21年） | 6,593             | 3,297             |
| 2010年（平成22年） | 6,579             | 3,284             |
| 2011年（平成23年） | 6,482             | 3,239             |
| 2012年（平成24年） | 6,608             | 3,302             |
| 2013年（平成25年） | 6,896             | 3,449             |
| 2014年（平成26年） | 6,911             | 3,447             |
| 2015年（平成27年） | 7,069             | 3,529             |
| 2016年（平成28年） | 7,227             | 3,612             |
| 2017年（平成29年） | 7,524             | 3,771             |
| 2018年（平成30年） | 7,767             | 3,896             |
| 2019年（令和元年） | 7,837             | 3,933             |
| 2020年（令和02年） | 5,534             | 2,781             |
| 2021年（令和03年） | 6,520             | 3,270             |
| 2022年（令和04年） | 7,391             | 3,706             |
| 2023年（令和05年） | 7,682             | 3,851             |
| 2024年（令和06年） | 8,071             | 4,037             |

## 駅周辺

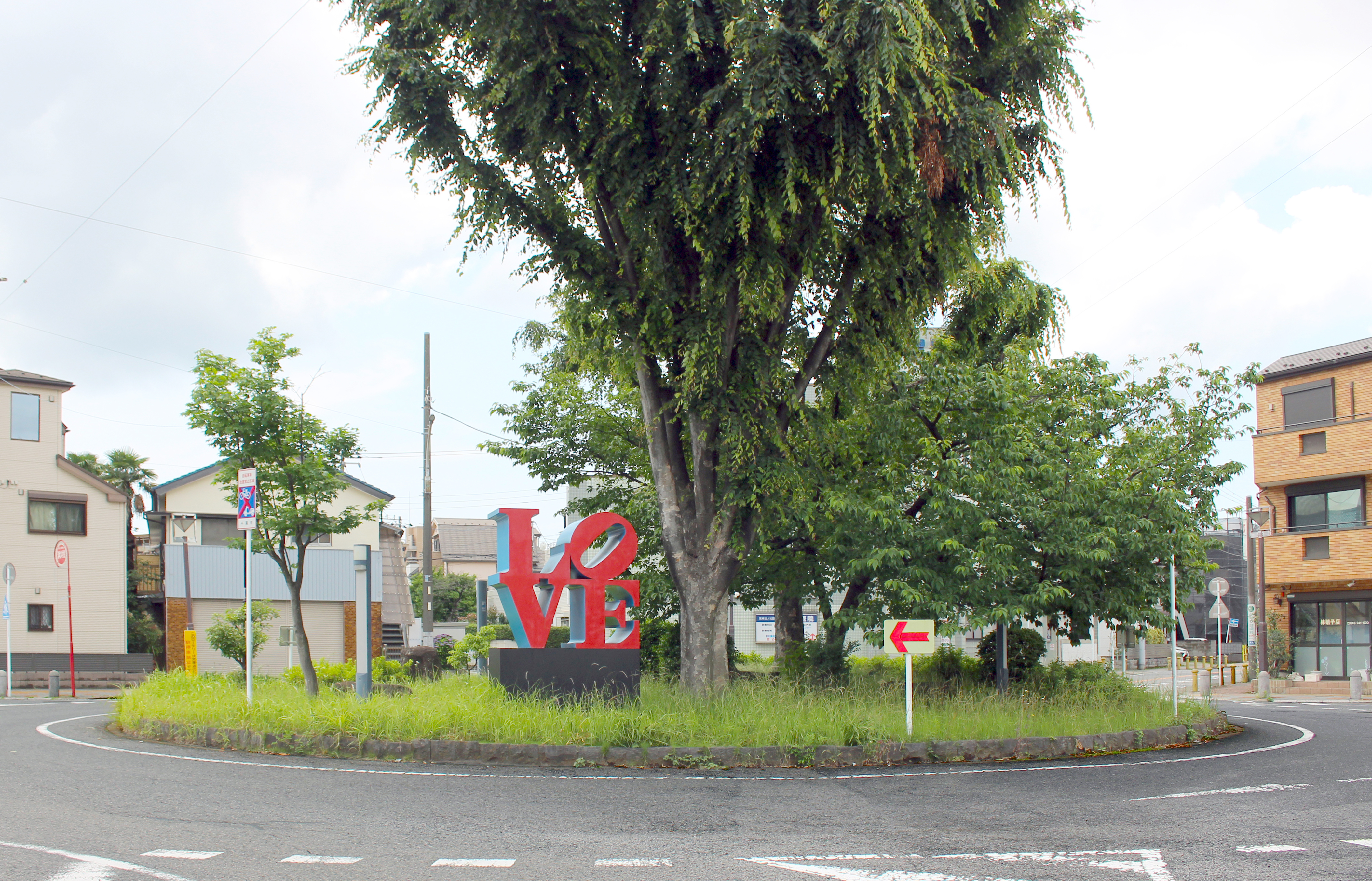
駅前ロータリー（ラウンドアバウト）

東日本旅客鉄道（JR東日本）西千葉駅まで約600メートル（徒歩約6分程度）である。当駅を中心とする約半径1キロメートル（km）範囲内には西千葉駅のほか、隣駅の西登戸駅があり、状況によっては徒歩での移動の方が早く到達する場合もある。
駅北側のJR総武本線を越えた先には千葉大学（西千葉キャンパス）をはじめ多くの学校が林立する文教地区が広がる。駅前には千葉大学正門に続く「学園通り」があり、学生を対象とした学生向けのアパートが林立する。また安価な値段で食事を提供する食堂など、典型的な学生街を形成している。また、駅北側の「マロニエ通り」（西千葉マロニエ商店会）として知られる区域は商店街となっている。駅南東側には駅前ロータリー交差点（ラウンドアバウト）があり、中央には前澤友作が千葉市に寄付したロバート・インディアナの彫刻「LOVE」が置かれている。駅周辺の高台は別荘地として開発された経緯から高級住宅街となっている。駅南側（海側）には松林が点在し、海へと続く小道が現存するなど、埋立前の海岸線の面影を偲ぶことができる。また、国道14号（千葉街道）、国道357号（東京湾岸道路）が通り、千葉街道を越えた先からは美浜区に入り、大規模な住宅団地や埋立地が広がる。

### 北側
- 防衛省自衛隊千葉地方協力本部
- 千葉市稲毛消防署西千葉出張所

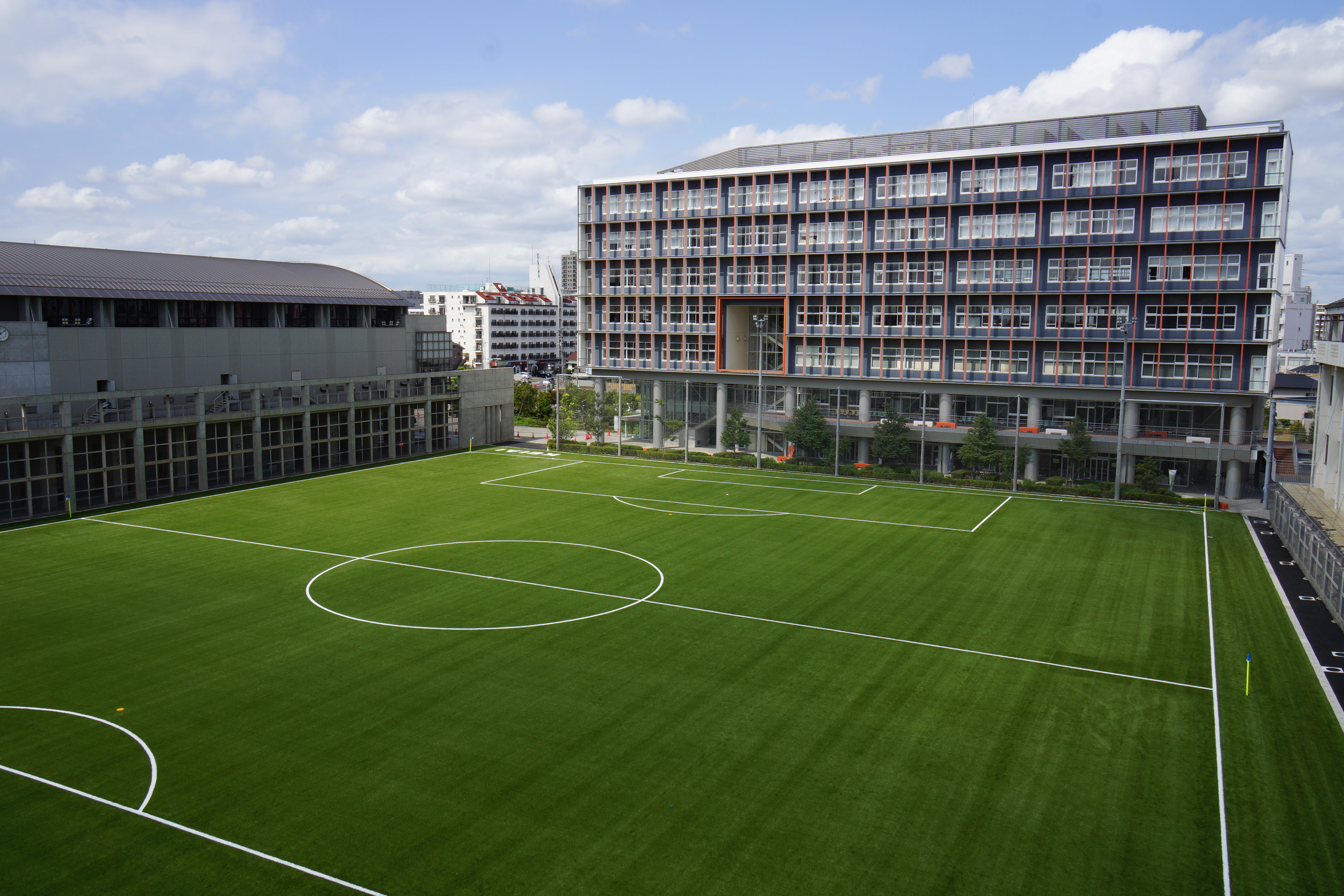
敬愛大学 稲毛キャンパス

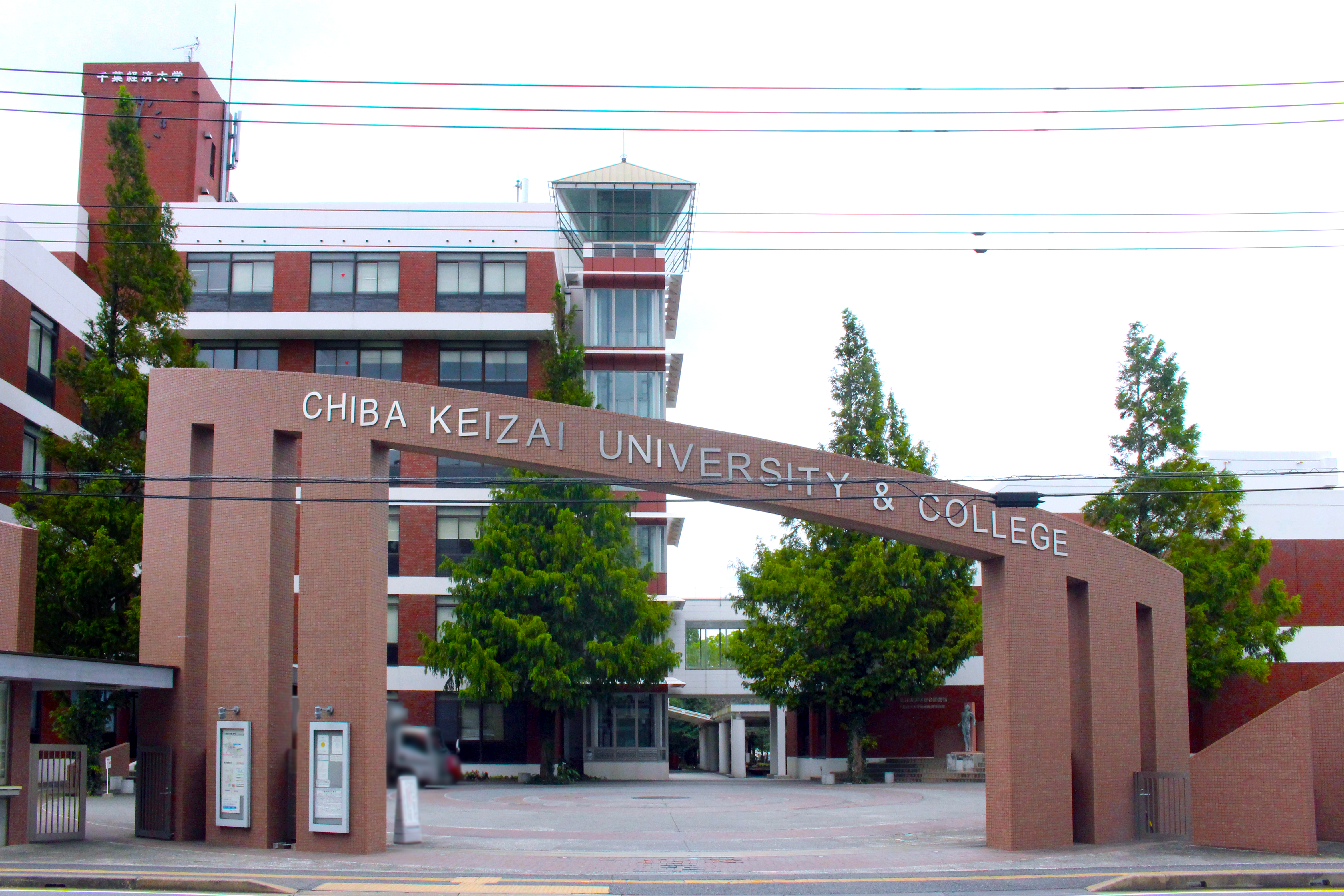
千葉経済大学

- 千葉大学 西千葉キャンパス（正門の最寄駅、南門の最寄駅は西千葉駅）
  - 千葉大学教育学部附属中学校
  - 千葉大学教育学部附属小学校
  - 千葉大学教育学部附属幼稚園
- 学校法人千葉敬愛学園
  - 敬愛大学 稲毛キャンパス（経済学部）
  - 敬愛学園高等学校
- 学校法人千葉経済学園
  - 千葉経済大学
  - 千葉経済大学短期大学部
  - 千葉経済大学附属高等学校
- 千葉県立千葉東高等学校
- 千葉市立弥生小学校
- 千葉緑町郵便局
- 京葉銀行 みどり台支店
- 西友 西千葉店
- 黒砂運動広場
- 西千葉公園

### 南側
- 千葉西警察署幸町交番
- 千葉市黒砂公民館
- 千葉市立緑町中学校
- 千葉市立幸町第一中学校
- 千葉市立緑町小学校
- 千葉市立幸町小学校
- 一般財団法人市原学園
  - 千葉理容専門学校
- 中央介護福祉専門学校
- 東洋理容美容専門学校
- 勝又自動車学校
- 千葉幸町郵便局
- 京葉銀行みどり台支店
- オーケー 千葉幸町店
- マルエツ 千葉幸町店
- ミスターマックス 千葉美浜店
  - ベルクス 美浜店
  - マツモトキヨシ 千葉美浜店
- 業務スーパー 新港店
- イケダヤ 本部
- 黒砂西公園

## 隣の駅
京成電鉄
 千葉線
京成稲毛駅 (KS55) - みどり台駅 (KS56) - 西登戸駅 (KS57)

#### 利用状況
京成電鉄の1日平均利用客数
1. 1 2 3 4  京成電鉄株式会社. “駅別乗降人員（2024年度1日平均）” (pdf). 2025年5月5日閲覧。
2. ↑  京成電鉄株式会社. “駅別乗降人員（平成26年度1日平均）” (pdf). 2016年4月3日時点のオリジナルよりアーカイブ。2023年7月8日閲覧。
3. ↑  京成電鉄株式会社. “駅別乗降人員（平成27年度1日平均）” (pdf). 2016年10月11日時点のオリジナルよりアーカイブ。2023年7月8日閲覧。
4. ↑  京成電鉄株式会社. “駅別乗降人員（平成28年度1日平均）”. 2018年2月23日時点のオリジナルよりアーカイブ。2023年7月8日閲覧。
5. 1 2  京成電鉄株式会社. “駅別乗降人員（2017年度1日平均）” (pdf). 2020年6月13日時点のオリジナルよりアーカイブ。2023年7月8日閲覧。
6. 1 2  京成電鉄株式会社. “駅別乗降人員（2018年度1日平均）” (pdf). 2020年6月13日時点のオリジナルよりアーカイブ。2023年7月8日閲覧。
7. 1 2  京成電鉄株式会社. “駅別乗降人員（2019年度1日平均）” (pdf). 2020年6月13日時点のオリジナルよりアーカイブ。2023年7月8日閲覧。
8. 1 2  京成電鉄株式会社. “駅別乗降人員（2020年度1日平均）” (pdf). 2023年4月5日時点のオリジナルよりアーカイブ。2023年7月8日閲覧。
9. 1 2  京成電鉄株式会社. “駅別乗降人員（2021年度）” (PDF) (JP). 2022年5月16日時点のオリジナルよりアーカイブ。2023年7月8日閲覧。
10. 1 2  京成電鉄株式会社. “駅別乗降人員（2022年度1日平均）” (pdf). 2023年7月8日閲覧。
11. 1 2  京成電鉄株式会社. “駅別乗降人員（2023年度1日平均）” (pdf). 2025年5月5日閲覧。

千葉県統計年鑑
1. ↑  千葉県統計年鑑（平成25年） 111 民鉄等駅別1日平均運輸状況、平成27年7月25日閲覧

千葉市統計書
1. 1 2 3 4 5  千葉市統計書（平成20年度） Archived 2013年12月14日, at the Wayback Machine.
2. 1 2 3 4  千葉市統計書（平成24年度） Archived 2016年8月26日, at the Wayback Machine.
3. ↑  千葉市統計書(平成26年度版） Archived 2016年8月10日, at the Wayback Machine.